# Васудева II
Васудева II — правитель Кушанського царства.